# Gloria del Carmen Barragán Rosas
Gloria del Carmen Barragán Rosas, es una escritora mexicana, nacido en Pueblo Yaqui, Sonora en 1963. 

## Obras literarias
Ha publicado:
- Humoremas.
- Solo para tus ojos
- El Libro del Buen Humor
- Clamor de Ángeles (5 Libros seriados de pensamientos y Reflexiones)
- Pueblo Yaqui Sonora
- Tiempo de Silencio, tiempo Benigno